# Scratch (木村カエラのアルバム)
Scratch（スクラッチ）は、木村カエラのメジャー3枚目のアルバム。2007年2月7日にコロムビアミュージックエンタテインメントから発売された。

## 解説
- 前作から11ヶ月ぶりのアルバム。シングルでは前作以降に発売された「Magic Music」「TREE CLIMBERS」「Snowdome」と、カップリングからは「ワニと小鳥」「Ground Control」が収録されている。
- 本アルバムに先駆けて「Snowdome」「Ground Control」は先行シングルとしてカットされて発売されている。
- 初回限定盤にはDVDが付属し、この中はシングル3曲のクリップ集と2006年に行われたライブツアー「木村カエラ LIVE TOUR 2006 秋 〜PARLOR KAELA DE BOB TOUR〜」から7曲が収録されている。
- カエラ本人は「全曲シングル候補」と意気込。
- Apple Musicの「J-POP 必聴アルバム」に選出されており、自身の代表作となっている。
- 自身初のオリコンチャート1位を獲得。また2週目もEvery Little Thingと接戦ながらも、2週連続の首位獲得。
- 初週に前作の累計売上をわずかに上回る20万枚を売り上げ、最終的には36万枚を売り上げた。自身のオリジナル・アルバムの中で最大の売り上げを記録。
- 本作を引っ提げて行ったライブツアー「木村カエラ LIVE Scratch 〜上がってますってばTOUR〜」では、初の日本武道館単独公演を行った。
- 雑誌でのインタビューでは「今回のアルバムは明るい曲が多くて、前のアルバムが何て暗いんだろうと思った」と言っている。また、デビュー10周年のインタビューでは、作品を作る時は自分の体験を削って作るのできついことだけど、この時は歌詞が次々降りてきて楽しかったという[1]。

## 収録曲
| 全作詞: 木村カエラ（特記以外）。 |                                                          |                        |                            |      |
| #                                | タイトル                                                 | 作詞                   | 作曲                       | 時間 |
| 1.                               | 「L.drunk」                                              | 木村カエラ（特記以外） | AxSxE                      | 3:16 |
| 2.                               | 「Magic Music」                                          | 木村カエラ（特記以外） | ライナス・オブ・ハリウッド | 2:53 |
| 3.                               | 「Snowdome」                                             | 木村カエラ（特記以外） | BEAT CRUSADERS             | 4:41 |
| 4.                               | 「ワニと小鳥」                                           | 木村カエラ（特記以外） | 岩田アッチュ               | 4:27 |
| 5.                               | 「dolphin」                                              | 木村カエラ（特記以外） | 亀田誠治                   | 4:47 |
| 6.                               | 「sweetie」                                              | 木村カエラ（特記以外） | ジェズ・アシャースト       | 3:41 |
| 7.                               | 「きりんタン」                                           | 木村カエラ（特記以外） | 會田茂一                   | 4:59 |
| 8.                               | 「Scratch」                                              | 木村カエラ（特記以外） | toe・木村カエラ            | 3:24 |
| 9.                               | 「SWINGING LONDON」                                      | 木村カエラ（特記以外） | 蔦谷好位置                 | 3:36 |
| 10.                              | 「never land」                                           | 木村カエラ（特記以外） | ミト                       | 4:19 |
| 11.                              | 「TREE CLIMBERS」(作詞: 渡邊忍)                          | 木村カエラ（特記以外） | 渡邊忍                     | 3:16 |
| 12.                              | 「JOEY BOY」                                             | 木村カエラ（特記以外） | 根岸孝旨                   | 3:43 |
| 13.                              | 「Ground Control Album Mix」(作詞: ジェズ・アシャースト) | 木村カエラ（特記以外） | ジェズ・アシャースト       | 2:54 |
| 合計時間:                        | 合計時間:                                                | 合計時間:              | 49:56                      |      |

### 曲解説
1. L.drunk
2. Magic Music
東芝「gigabeat」CMソング
3. Snowdome
「JR東日本」CMソング
4. ワニと小鳥
5. dolphin
6. sweetie
7. きりんタン
8. Scratch
9. SWINGING LONDON
10. never land
11. TREE CLIMBERS
「モード学園」CMソング
12. JOEY BOY
13. Ground Control Album Mix
東芝「gigabeat」CMソング

### 初回限定盤特典DVD

#### Video Clip
1. Magic Music
2. TREE CLIMBERS
3. Snowdome

#### Circle Tour at 日比谷野外大音楽堂
1. Level 42
2. リルラ リルハ
3. BEAT
4. happiness!!!

#### PARLOR KIMURA DE BOB TOUR
1. 誰
2. Circle
3. トゥリル トゥリル リカー

## 演奏
- 木村カエラ
  - Vocals
  - Backing Vocals (#6.13)
  - Piano (#8)
  - Guitar (#10)
- AxSxE (NATSUMEN)：Guitar (#1)
- 中尾憲太郎：Bass (#1.2)
- 柏倉隆史 (toe／the HIATUS)
  - Drums (#1.9.10)
  - Guitar (#10)
- 石橋英子：Marimba (#1)
- 會田茂一：Guitar (#2.7)
- masasucks (the HIATUS)：Guitar (#2)
- 恒岡章 (Hi-STANDARD)：Drums (#2.7)
- 渡邊忍 (ASPARAGUS)：Acoustic Guitar & Electric Guitar (#3.10.11)
- カトウタロウ、クボタマサヒコ：Guitar (#3)
- ヒダカトオル：Bass (#3)
- ケイタイモ：Keyboards (#3)
- マシータ：Drums (#3)
- 岩田アッチュ：Keyboards & Programming (#4)
- 伊藤孝氣：Guitars & Programming (#4)
- 栗原稔：Bass & Programming (#4)
- 稲寺佑紀：Drums & Programming (#4)
- 亀田誠治：Bass (#5)
- 西川進：Guitars (#5.12)
- 村石雅行：Drums (#5)
- 金原千恵子ストリングス：Strings (#5)
- Jez Ashurst：Guitars, Keyboards, Backing Vocals, Additional Programming (#6.13)
- Dan Mckinna：Bass (#6.13)
- Jonathan Atkinson：Drums (#6.13)
- 高桑圭：Bass (#7)
- toe：All Instruments (#8)
- 蔦谷好位置：Programming, Piano, Chorus (#9)
- 名越由貴夫：Guitar (#9)
- 4106：Bass (#9.10)
- ミト (クラムボン)：Guitar (#10)
- 山下潤一郎：Bass (#11)
- 一瀬正和：Drums (#11)
- 根岸孝旨：Bass & Guitar (#12)
- 佐野康夫：Drums (#12)
- 岸利至：Programming (#12)